# Brandenburgi Választófejedelemség
A Brandenburgi Választófejedelemség (németül: Kurfürstentum Brandenburg) egy történelmi államalakulat volt, mely 1356 és 1806 között állt fenn, (1157 és 1815 között mint Brandenburgi Őrgrófság (németül: Mark Brandenburg).
A Német-római Birodalom egyik legfontosabb állama és választófejedelme volt. Élén a Brandenburgi választófejedelm állt, aki egyúttal az birodalmi főkamarás címet is viselte. 

## Története
1512-től a Felső-szászországi körzethez tartozott.
1618-ban Albert Frigyes porosz herceg halállal János Zsigmond brandenburgi választófejedelem örökölte a Porosz Hercegség trónját. Ezzel Poroszország és Brandenburg perszonálunióvá vált. Az új államalakulat neve Brandenburg-Poroszország lett.
A Porosz Királyság 1701-es megalakulásával az őrgrófság de facto a királyság tartománya lett.